# Isole Rookery
Le isole Rookery sono un gruppo di piccoli isolotti disabitati situati nella parte occidentale della Baia Holme,  sulla Costa di Mawson della Terra di Mac. Robertson (Antartide orientale).

## Storia
Le isole furono per la prima volta cartografate, sulla base di fotografie aeree, dai geografi norvegesi della spedizione antartica di Lars Christensen (1936-37). Furono successivamente esplorate, nel 1954 e 1955, dalla spedizione australiana ANARE.

## Descrizione
L'arcipelago raggruppa 75 piccole isole, isolotti o semplici scogli, per complessivi 1,67 km2. Le isole più grandi sono l'isola Giganteus a nord-ovest, lunga 600 m e larga 400 m, e l'isola Rookery a sud, lunga 1 km e larga 250 m. Le isole sono rocciose e di basso rilevo, raggiungendo altitudini massime di 60 m sull'isola Rookery.
Circa 15 km a est, nella Baia Holme, si trova la Stazione Mawson, una base antartica permanente gestita dalla Australian Antarctic Division (AAD).

## Rivendicazione territoriale
Le isole sono state rivendicate dall'Australia come parte del Territorio Antartico Australiano, però la rivendicazione è soggetta alle disposizioni del Trattato Antartico.

## Conservazione
Le isole ospitano il sito di nidificazione più meridionale dell'ossifraga del sud (Macronectes giganteus), l'unico presente nella regione antartica; sono inoltre un importante centro di riproduzione per molte altre specie come il pinguino di Adelia (Pygoscelis adeliae), la procellaria del capo (Daption capense), il petrello delle nevi (Pagodroma nivea), l'uccello delle tempeste di Wilson (Oceanites oceanicus) e lo stercorario di McCormick (Stercorarius maccormicki).
Il territorio è protetto dal Trattato Antartico come Area Specialmente Protetta dell'Antartide (codice ASPA 102). Il sito è stato inoltre designato da BirdLife International come Important Bird Area (IBA).